# Herrekog
Herrekog (tysk Herrenkoog, nordfrisisk Hiirnekuuch, tidligere også Masbølkog) er en kog i Nordfrisland i det vestlige Sydslesvig. Kogen er omgivet af landsbyerne Fartoft og Vejgaard, Efkebøl i syd samt Masbøl og Risum i nord. Den grænser i vest mod Klægsøkog, i syd mod Botslot Kog. Administrativt hører den største del under Risum-Lindholm, en mindre del under Dagebøl i Nordfrislands kreds i den nordtyske delstat Slesvig-Holsten. I den danske tid indtil 1864 hørte Herrekogen under Risum Sogn (Bøkingherred, Tønder Amt).
Herrekogen blev inddiget i 1640, efter at digerne ved den anden store manddrukning i 1643 var brudt. Kogen omfatter i dag et areal på 900,41 ha.